# یان گورنک استانکوویچ
یان گورنک استانکوویچ (انگلیسی: Jon Gorenc Stanković؛ زادهٔ ۱۴ ژانویهٔ ۱۹۹۶) بازیکن فوتبال اهل اسلوونی است.
از باشگاه‌هایی که در آن بازی کرده‌است می‌توان به باشگاه فوتبال دمژاله و باشگاه فوتبال بروسیا دورتموند ۲ اشاره کرد.
وی همچنین در تیم‌های ملی فوتبال زیر ۲۱ سال اسلوونی و اسلوونی بازی کرده‌است.